# Josep i Pere Santilari
Josep i Pere Santilari (Badalona, 6 d'octubre de 1959) són dos pintors catalans que treballen, l'un i l'altre, en un mateix estudi a Montgat. Els bessons han desenvolupat un concepte pictòric similar i han deixat empremta en l'art contemporani català amb la meticulositat del realisme de les seves obres.

## Vida i carrera
Els germans Santilari van néixer el 6 d'octubre de 1959 i ja de ben petits van demostrar un clar interès per la pintura. Les reiterades visites als museus de Barcelona van conduir-los a endinsar-se al món de l'art. Van estudiar, tots dos, la carrera de Belles Arts a la Universitat de  Barcelona i en van obtenir la llicenciatura el 1981. Durant aquests anys van descobrir que volien dedicar-se plenament a la pintura i els anys següents, després de treballar com a professors a diverses escoles, van començar a exercir la seva professió com a pintors en un petit estudi de Montgat. Si l'obra dels Santilari ha obtingut reconeixement i s'han exposat arreu del món, com ara al Salon du dessin de París, a la Tefaf de Maastricht o a la Fine Arts Paris, així com a diverses galeries d'art, en part gràcies al seu galerista Artur Ramon, un dels propietaris de la galeria Artur Ramon Art, on hi van començar a exposar el 1987.

## Obra[4]

### Estil i influències
L'obra dels Santilari, per la minuciositat i la fidelitat a la realitat visible, moltes vegades és qualificada d'hiperrealista. Tot i així, ells no se senten identificats amb aquest moviment, ja que els fonaments tècnics i temàtics de l'Hiperrealisme no s'avenen amb els seus. Així doncs, podem considerar en Pere i en Josep dos pintors clàssics que incideixen en la realitat des d'una mirada actual i contemporània. Clàssics pel tractament de la llum, dels colors i de la composició però actuals per la contemporaneïtat de la realitat que reflecteixen.
Existeixen molts artistes que els han influenciat i que han contribuït en l'evolució del seu estil. Ja de ben petits van ser captivats per la minuciositat de Fortuny, i per ells, sempre ha estat un referent. També ho han estat grans clàssics com Vermeer, Caravaggio, Rembrandt o Velàzquez. En ells, els Santilari han admirat el tractament de la llum, dels colors o l'atractiu de les composicions. Per altra banda, qui també els ha determinat l'estil ha estat Antonio López. Els germans han apreciat, de l'artista madrileny, les temàtiques que reflecteix, la importància que li dona a la llum i la seva capacitat de retratar la realitat tal com el l'enten.

### Temàtica
Els germans Santilari han treballat tant en figura, com en paisatge i en bodegó. Tot i que treballen conjuntament, en Pere tracta preferentment el paisatge i en Josep s'encarrega de la figura. Pel que fa als bodegons, els dos n'assumeixen el càrrec, de tal manera que moltes vegades podem arribar a confondre quin dels dos germans és l'autor de la obra.
En paisatge, les obres dels Santilari reflecteixen la creixent ciutat de Barcelona, la incisió del pas del temps en l'arquitectura dels espais urbans.
Pel que fa al bodegó, el gènere que més han tractat ha estat la natura morta. Podem trobar composicions d'aliments que demostren què i com mengem avui en dia i per altra banda els germans han treballat la natura morta a través del tema de la Vanitas.
En figura, els Santilari retraten majoritàriament dones. Acompanyant el cos femení, incorporen al quadre elements simbòlics o quotidians que puguin donar sentit a la obra.

## Exposicions individuals[2]
- Artur Ramon Art (Barcelona) - 1987, 1990, 1993, 1997, 2000, 2003, 2006, 2014, 2018.

- Galerie Eric Coatalem (Paris) - 2013, 2014, 2018.

- Galerie Artborescence (Paris) - 2024.
- Galeria Caylus (Madrid) - 2007, 2014.

- Albemarle Gallery (Londres) - 2010.

- Jill Newhouse Gallery (New York) - 2011

- Art Cuellar Nathan (Zurich) - 2014

- Museu de Badalona - 2010

- Fundació Vila Casas (Barcelona) - 2008

## Llibres[5]
Realisme  a Catalunya. Lunwerg RG Editores. Barcelona 1999.
The New European Artists. Volum 1. Glissen Bankiers. Amsterdam 2001
Las Claves de la España del siglo XX. Ministerio de Educación Cultura y Deporte. Madrid 2001
El artista y la ciudad. Profepro. Madrid 2002
Art tomorrow. Eduard Lucie-Smith. Terrail. Paris 2002
Un siglo de cambios: ABC. Biblioteca Nacional. Madrid. 2003
INEFFABILITY Josep & Pere Santilari. Timothy J.Standring. Artur Ramon Art. 2019

## Cinema
"El Cuadro"  Documental de David Trueba.